# E-M (газове родовище)
E-M — офшорне газове родовище у Південно-Африканській Республіці. Відноситься до нафтогазоносного басейну Bredasdorp, що простягнувся у Індійському океані уздовж південного узбережжя країни.

## Опис
Родовище виявили в 1984 році у 120 км на південний захід від Моссел-Бей та в кількох десятках кілометрів західніше родовища F-A, з якого на початку 1990-х років стартувала розробка зазначеного вище басейну. Поклади газу пов'язані з пісковиками, сформованими в епоху ранньої крейди в умовах морського мілководдя. Запаси E-M оцінюються у 17 млрд м3.
Видобуток з родовища стартував у 2000 році, при цьому через підводний трубопровід довжиною 49 км та діаметром 450 мм продукція подавалась на платформу F-A, де встановили додатковий модуль вагою 346 тон. В подальшому вона призначалась для газохімічного підприємства Моссел-Бей, котре здійснювало виробництво синтетичного рідкого палива.
Необхідні для розробки видобувні свердловини спорудили за допомогою напівзануреного бурового судна South Seas Driller. Їх робота контролюється з використанням спеціального буя, котрий нагадує поплавок з діаметром нижньої частини 8 метрів та довжиною 55 метрів. Цей об'єкт вагою 331 тона кріпиться до встановленої в районі з глибиною моря 95 метрів бетонної бази вагою 2000 тон. Його виготовили в Джебель-Алі (Об'єднані Арабські Емірати) та доставили в Моссел-Бей, звідки вже відбуксирували на родовище та закріпили використовуючи судно для проведення водолазних робіт. На борту буй має запас палива, необхідний для живлення його обладнання, та може приймати до 6 осіб для проведення регламентних робіт. По вичерпанні родовища його планується перевести на новий об'єкт.